# Michal Sipľak
Michal Sipľak (Bardejov, 2 febbraio 1996) è un calciatore slovacco, difensore del Puszcza Niepołomice.

## Carriera

### Slovan Bratislava
Sipľak fa il suo debutto in Superliga con lo Slovan Bratislava il 31 maggio 2014, sostituendo Róbert Matejka nella partita contro lo Spartak Trnava.

### Cracovia
Il 7 luglio 2017 firma un contratto di 4 anni con il KS Cracovia.

## Palmarès

### Club

#### Competizioni nazionali
- Campionato slovacco: 1

Slovan Bratislava: 2013-2014
- Supercoppa di Slovacchia: 1

Slovan Bratislava: 2014
- Coppa di Polonia: 1

KS Cracovia: 2019-2020